# Aaron Worms
Aaron Worms (Ahron ben Aberle Worms; geb. 7. Juli 1754 in Geislautern; gest. 2. Mai 1836 in Metz) war Rabbiner, Talmudist und ab 1832 Oberrabbiner von Metz.

## Leben
Aaron Worms entstammte einer Familie von Rabbinern und war ein Sohn von Abraham Aberle, der auch sein erster Lehrer im Studium des Talmud war. Dann wurde er nach Metz geschickt, der nächstgelegenen Stadt mit einem Rabbinerseminar (Jeschiwa). Diesem Bildungsinstitut stand der Oberrabbiner Arje Leib Günzburg vor. Aaron Worms erwarb sich durch seinen Unterricht bei Günzburg große Kenntnisse und durfte schon als 15-Jähriger in der Synagoge von Metz einen Vortrag über ein halachisches Thema halten. Durch Günzburgs Vermittlung wurde er 1777 zum Rabbiner von Kriechingen in Deutsch-Lothringen ernannt. Nach siebenjährigem Aufenthalt in dieser Stadt kehrte er nach Metz zurück und wurde dort nach dem Tod von Leib Günzburg (23. Juni 1785) zum Leiter des Rabbinerseminars ernannt. Auch übte er das Amt eines Dayyan (talmudischer Richter) aus. Ab 1813 fungierte er als stellvertretender Oberrabbiner und wurde schließlich am 12. Juni 1832 im Alter von 77 Jahren einstimmig zum Oberrabbiner von Metz gewählt. Die Regierung bestätigte seine Wahl, obwohl er die französische Sprache nicht ausreichend beherrschte, wie es im Gesetz über die Ernennung der Rabbiner vorgeschrieben war. Er genoss sowohl bei orthodoxen als auch bei progressiven Juden hohes Ansehen und starb 1836 im Alter von 81 Jahren in Metz. Er vertrat sehr konservative Ansichten und hielt den Sohar immer noch für ein heiliges Buch und Werk des im 2. Jahrhundert n. Chr. lebenden Schimon ben Jochai, obwohl diese Schrift in Wirklichkeit erst im 13. Jahrhundert entstanden war. Dennoch ließ er auch Strömungen zu, die in einem gewissen Maß den Weg für jüdische Reformen bereiteten.

## Haltung gegenüber der Französischen Revolution
Aaron Worms war so stark von der 1789 ausgebrochenen Französischen Revolution beeinflusst, dass er trotz seines religiösen Amtes der Nationalgarde beitrat und deren Uniform trug sowie den militärischen Vorschriften entsprechend seinen Bart abrasierte. Er wollte durch sein Verhalten vorzeigen, dass die französischen Juden nach dem Erwerb des Bürgerrechts auch die damit verbundenen Pflichten zu erfüllen hatten. Während der Revolutionszeit tadelte er seine jüdischen Mitbürger in einer Predigt scharf wegen ihrer Abneigung gegen die Ausübung eines handwerklichen Berufs und gab demonstrativ seinen Sohn Elijah bei einem Handwerker in die Lehre. Als Mitglied des von Napoleon einberufenen Großen Sanhedrins (1806–07) hielt er eine eindrucksvolle Rede über die „Beziehungen zwischen den Juden und Nichtjuden nach dem rabbinischen Gesetz“. Dabei legte er dar, dass die talmudischen Ansichten über die antiken Heiden nicht als Richtschnur für das tägliche Zusammenleben unter den zu seiner Zeit existierenden Verhältnissen dienen sollten. Im Gegenteil gebiete der Talmud einen Geist der Brüderlichkeit zwischen Juden und Nichtjuden. Auch in rein jüdischen Angelegenheiten, in Fragen bezüglich der Riten und Zeremonien, zeigte er sich sehr aufgeschlossen. Bei seiner durch Regierungsbeamte vorgenommenen Vereidigung zum Oberrabbiner wurde ihm ein Hut überreicht, den er sich aufsetzen sollte. Lächelnd lehnte er ab und bemerkte: „Gott will uns nicht die Pflicht auferlegen, sich ihm barhäuptig zu nähern; aber wenn wir es freiwillig tun, umso besser.“

## Neigung zu Reformen
Aaron Worms war vielleicht der einzige konservative Rabbiner seiner Zeit, der die Ansicht vertrat, dass es besser sei, in der Volkssprache zu beten, als die Gebete im originalen Hebräisch aufzusagen, ohne deren Bedeutung zu verstehen. Daher schloss er sich nicht der damaligen Agitation gegen die Reformen des Hamburger Tempels (Hamburger Tempelstreit 1818/19) an. Seine Einsicht für die Notwendigkeit einer Reform des Gottesdienstes zeigte sich auch in seinem Protest gegen den Brauch, die liturgischen Gebete durch die Einfügung von Dichtungen (Pijjut) zu unterbrechen, über deren Verfasser er oft verächtlich redete. Gegen die Beibehaltung abergläubischer Bräuche trat er entschieden auf. Auch andere Bräuche betrachtete er kritisch und sah sie allein aufgrund ihres ständigen Gebrauchs nicht als verbindlich an. Er regte die Gründung einer Bildungseinrichtung in Metz an, in der die Kinder auch Unterricht in weltlichen Fächern erhielten. Bitter bemerkte er einmal, dass Moses Isserles das gesamte Judentum unter das Joch polnischer Bräuche zwingen wolle; er sah aber keinen Grund, warum deutsche und französische Juden sich diesem Anspruch des polnischen Rabbiners fügen sollten.

## Werke
Aaron Worms veröffentlichte nur ein großes Werk unter dem Titel Meorei Or („Lichtblitze“; I.-V. 1790-93; VI.-VIII. 1822-27). Es wurde anonym publiziert; der Autor beschränkte sich bescheiden auf eine Andeutung seines Namens. Die ersten drei Teile erschienen zwischen 1790 und 1793, die letzten vier Teile zwischen 1819 und 1831. Die Buchdruckerei von Abraham und Salomon Spire gab die ersten, jene von Ephraim Hadamard die letzten Bände heraus. In dem Werk werden Fragen der Halacha im Talmud und im Schulchan Aruch sowie die Ursprünge des Minhag untersucht und die Aggada erläutert. Außerdem verfasste Aaron Worms kurze Kommentare zum Machsor und zur Pessach-Haggada; diese Schriften wurden in Metz herausgegeben. Mit Ausnahme eines ungedruckt gebliebenen Bibel-Kommentars wurden seine zahlreiche weiteren Manuskripte gemäß seinem testamentarischen Wunsch in seinen Sarg gelegt und mit ihm bestattet.